# ピンクダック
ピンクダックは、かつて吉本興業に所属していた女性お笑いコンビ。

## メンバー
- レイコ（1965年12月1日 - ）本名、嘉藤 礼子。

大阪府和泉市出身。愛泉高等学校卒業。大阪NSC1期生。
- ミチ（1967年3月9日 - ）本名、山本 みち。

福岡県直方市出身。（奈良県とも。）斑鳩高校卒業。

## 略歴
- 1984年5月にコンビ結成し、翌年の1985年7月うめだ花月上席に「ミチ・レイコ」（後にピンクダックに改名する）という名で劇場デビューする。その後大阪で一大ムーヴメントを起こした心斎橋筋2丁目劇場で活躍し、2丁目劇場のメインイベント「2丁目探検隊」のメンバーに選ばれ毎週ネタを披露していた。その後毎日放送の夕方の帯番組『4時ですよーだ』にも出演していた。その活躍していた頃の1987年8月、当時としては珍しいファンクラブを結成し人気を呼んでいたが、レイコの結婚で1993年に解散する。コンビ解散後ミチは「奈良美知」で一度復帰したが現在は両方共に芸能界を引退している。

## エピソード
- レイコはコンビを組む前に、NSC1期生の同期生と1982年「めぐみ・れいこ」という漫才コンビを結成したが、1年程で解散する。
- 受賞歴はないが関西の若手コンテストに出場し、本選まで残るが賞を逃している。主な出場した大会は、昭和61年度 第17回NHK上方漫才コンテスト（最優秀賞:どんきほ〜て）、昭和61年度 NHK新人演芸コンクールの演芸部門で出場する。（演芸部門最優秀賞:キャラバン・演芸部門優秀賞:笑パーティー）

## 出演

### テレビ
- 4時ですよーだ（毎日放送）
- 素敵!KEI-SHU5（1988年10月 - 1989年3月、関西テレビ）
- 三枝やすし興奮テレビ（毎日放送）
- 今夜はねむれナイト（関西テレビ）
- 関西テレビ放送開局30周年記念特別番組 MAGMA30「オール吉本紅白対抗トンでも近代五種」（1988年4月16日、関西テレビ）
- 花王名人劇場 感謝をこめて10周年記念特別番組 勢揃い!漫才オールスター（1988年10月9日、関西テレビ）
- サヨナラ!うめだ花月～またあう日まで（1990年3月31日、毎日放送/関西ローカル）
- お笑い満載吉本号（テレビ大阪）

### ラジオ
- 2丁目ダウンタウン（1986年10月 - 1989年3月、ラジオ大阪/関西ローカル）

### CM
- 551蓬莱（1987年 - 1993年）

## イベント
- 『2丁目探検隊』 （1986年6月、心斎橋筋2丁目劇場）
- 『ピンクダック・イブニングショー』（1987年7月4日、心斎橋筋2丁目劇場）
- 『2丁目おでかけ3DAYS』（1987年9月、近鉄小劇場）